# Nova Roma
A Nova Roma Konstantinápoly egy régi neve is.
Nova Roma az ókori római kultúra tanulmányozására és helyreállítására 1998-ban alapított nemzetközi szervezet. Róma alapítása után 2750 évvel történt megalapítása óta Nova Roma arra törekszik, hogy a római kultúra népszerűsítése és tudományos ismeretterjesztés által inspirálja a modern nyugati világot, és visszavezesse az európai civilizáció klasszikus időszakának aranykorához.
Nova Roma célja a római kultúra valamennyi aspektusának általános újraélése, a gasztronómiától kezdve az irodalomig, filozófiáig, az ókori római jogig és a művészetekig. Az egyesület tagjai a római kultúra legbelső lényegének, a úgynevezett római erényeknek modern korunkban való életre keltésére törekednek. Ezek azok az erények, melyek olyan erkölcsi erőt és alkotó energiát adtak a Tevere partján fekvő kisvárosnak, hogy az akkor ismert világ nagy részének urává válhatott; ugyanakkor a mai társadalomból - az egyesület tagjai szerint - éppen ezek az erények hiányoznak a leginkább. A római kultúra megközelítésében Nova Roma egy másik fontos eszköze a latin nyelv népszerűsítése: ez az egyetlen közeg ugyanis, amelyen keresztül ezek az erények és ez a kultúra eredeti és egyetemes formában kifejezést nyert.

## Lásd még
- Ókori Róma

## Külső hivatkozások
- Nova Roma honlapja
- Rapax Pannonica, Nova Roma egyik legrégebbi magyar hagyományőrző csapata
- Academia Thules Archiválva 2021. március 22-i dátummal a Wayback Machine-ben - Nova Roma online egyeteme, ingyenes kurzusokkal